# Софийски римски амфитеатър
Софийският римски амфитеатър е археологически паметник, разположен в централната част на град София, на 300 m от Източната порта на древна Сердика.
Представлява комплекс от няколко важни антични сгради – римски театър датиран от края на II началото на III век и амфитеатър датиран от края на III началото на IV век. Амфитеатърът е 77-ият античен паметник от този вид открит в света. Сцената по размери се доближава до тази на Колизеума в Рим . Размерите на овалната арена на Сердикийския амфитеатър са: дължина 60.5 м и ширина 43 м. Съчетанието на римски театър и късноантичен амфитеатър е уникално в световен мащаб.
Откритието е направено случайно през април 2004 г. при строежа на хотел „Арена ди Сердика“ . Още през 1919 година е било намерено свидетелство за местонахождението му – каменна плоча с илюстрация на гладиаторски битки .

## Древноримски театър
Счита се, че това е по-ранният античен паметник, върху чийто основи се разполага и амфитеатърът. Откритието на тази част от комплекса става след разкопаването на отводнителен канал за арената на амфитеатъра. Разкрити са пет къси радиално разположени тухлени зида (2,30 х m 0,55 м). Техните долни краища опират в масивна дъговидна стена. Тя оформя едно широко полукръгло пространство, отворено но изток, внимателно настлано с дребни речни камъчета и фин жълт пясък – орхестрата (сцена) на античния театър. Датировката на римския театър е извършена въз основа на намерени най-ранни монети от времето на императорите Каракала и Гета (209 – 211). Строежът най-вероятно е завършен в края на II началото на III век. Счита се, че античният римски театър е съществувал до около 269 – 270 година, тъй като готското нашествие към Сердика води до опожаряването на тази незащитена част от града .

## Късноантичен амфитеатър
Предполага се, че късноантичният амфитеатър е построен в края на III век и непосредствено в началото на IV век по времето на император Диоклециан (284 – 305 г.) , като голяма обществена сграда за военни процесии, забавления с лов на диви животни и борба на гладиатори. Свидетелство за това са археологически находки и монети от това време. По данни на намерени в хоросана монети, се счита че по времето на император Константин Велики (около 324 – 330 г.) амфитеатърът е бил разширен и ремонтиран .
Приема се, че амфитеатърът в Сердика е загубил ролята си и постепенно изоставен в края на IV век, при реформите на император Теодосий I срещу езическите култове и игри (392 – 394 г.). Въпреки това, стърчащите руините на масивната сграда били използвани в VI-VII век за сезонен военен лагер на византийската армия, складове, обори, и дори временно убежище на различни нападатели срещу древна Сердика.
От август 2006 г. проучванията на този уникален комплекс в градския център са временно преустановени поради липса на финансиране.

## Скандал
След преустановените проучвания става ясно, че на мястото на комплекса ще се построи хотел. Там се намира хотела „Арена ди Сердика“, в чието мазе има част от останките.  Архив на оригинала от 2012-05-17 в Wayback Machine. Това предизвиква обществен скандал и обвинение в немарливост и незаинтересованост от страна на общината.